# Sašo Bertoncelj
Sašo Bertoncelj (Kranj, Yugoslavia, 16 de julio de 1984) es un deportista esloveno que compite en gimnasia artística, especialista en la prueba de caballo con arcos.
Ganó una medalla de oro en los Juegos Europeos de Bakú 2015 y tres medallas en el Campeonato Europeo de Gimnasia Artística entre los años 2010 y 2018.

## Palmarés internacional
| Juegos Europeos    | Juegos Europeos          | Juegos Europeos   | Juegos Europeos   |
| Año                | Lugar                    | Medalla           | Competición       |
| ------------------ | ------------------------ | ----------------- | ----------------- |
| 2015               | Bakú (Azerbaiyán)        | Medalla de oro    | Caballo con arcos |
| Campeonato Europeo |                          |                   |                   |
| Año                | Lugar                    | Medalla           | Prueba            |
| 2010               | Birmingham (Reino Unido) | Medalla de bronce | Caballo con arcos |
| 2014               | Sofía (Bulgaria)         | Medalla de bronce | Caballo con arcos |
| 2018               | Glasgow (Reino Unido)    | Medalla de plata  | Caballo con arcos |